# Cantó de Molièras
El cantó de Molièras és un cantó francès del departament de Tarn i Garona, situat al districte de Montalban. Té 5 municipis i el cap és Molièras.

## Municipis
- Molièras
- La Barta
- Vazerac
- Autí
- Puègcornet

## Història
| Data d'elecció                           | Identitat       | Partit        | Qualitat |
| ---------------------------------------- | --------------- | ------------- | -------- |
| 1982-1994                                | Henri Combelles | Divers gauche |          |
| 1994-                                    | Guy Hébral      | PRG           |          |
| les dades anteriors no són pas conegudes |                 |               |          |
|                                          |                 |               |          |